# Volcán de Fuego
De Volcán de Fuego (letterlijk vertaald: Vuurvulkaan) is een actieve stratovulkaan met een hoogte van 3.763 meter gelegen in Guatemala. 

## Ligging
De vulkaan ligt in de bergketen Sierra Madre van Chiapas en circa 20 kilometer van de plaats Antigua Guatemala vandaan, op het grensvlak van de departementen Chimaltenango, Sacatepéquez en Escuintla. Samen met de andere vulkaan Acatenango vormt de Volcán de Fuego het complex La Horqueta. Evenals de oostelijker gelegen vulkaan Volcán de Agua is de Vulcán de Fuego goed te herkennen vanuit de hoofdstad Guatemala-Stad. 

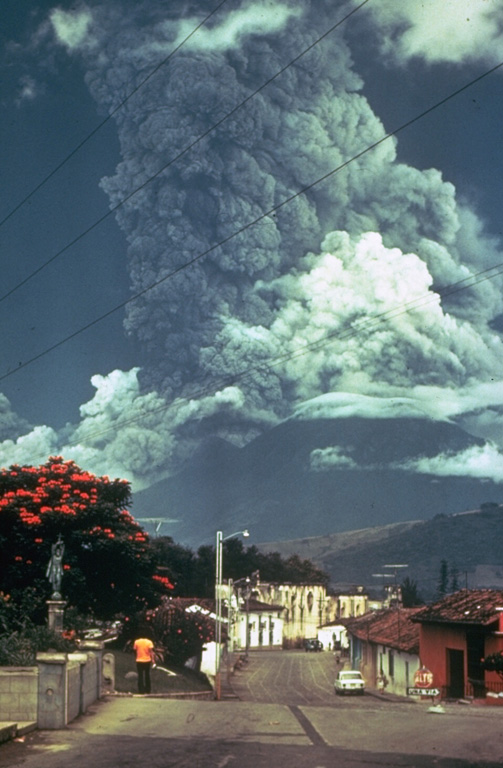
Uitbarsting in 1974

## Erupties
De Volcán de Fuego is een van de actiefste vulkanen van Guatemala. De bergwanden zijn bevolkt, waardoor bij erupties vele mensen geëvacueerd dienen te worden. Bij de uitbarsting op 13 september 2012 werden 33.000 mensen geëvacueerd, nadat de vulkaan as en lava uitwierp.
Ook in juni 2018 vonden meerdere uitbarstingen plaats, waarbij doden vielen en mensen moesten worden geëvacueerd.

## Galerij

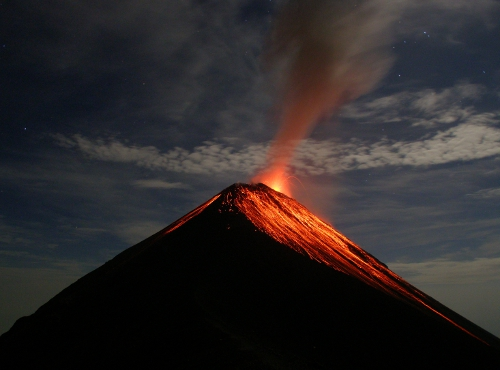
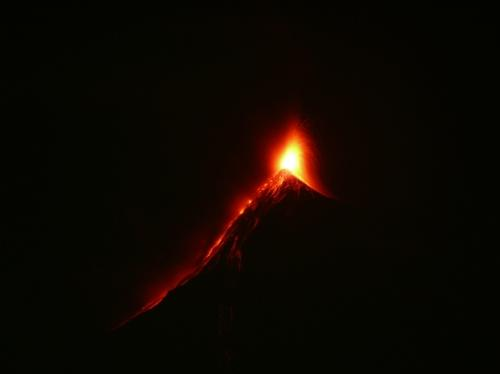
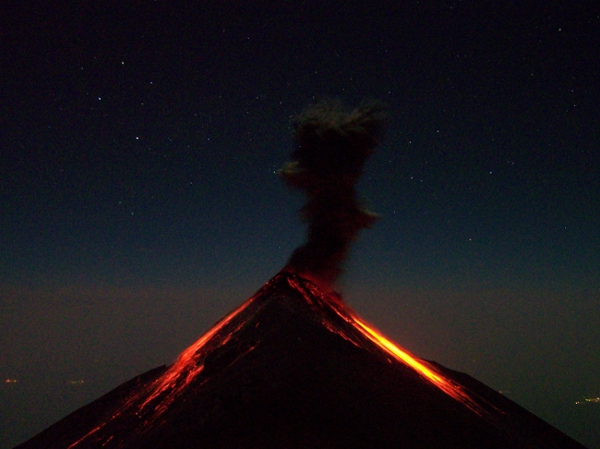
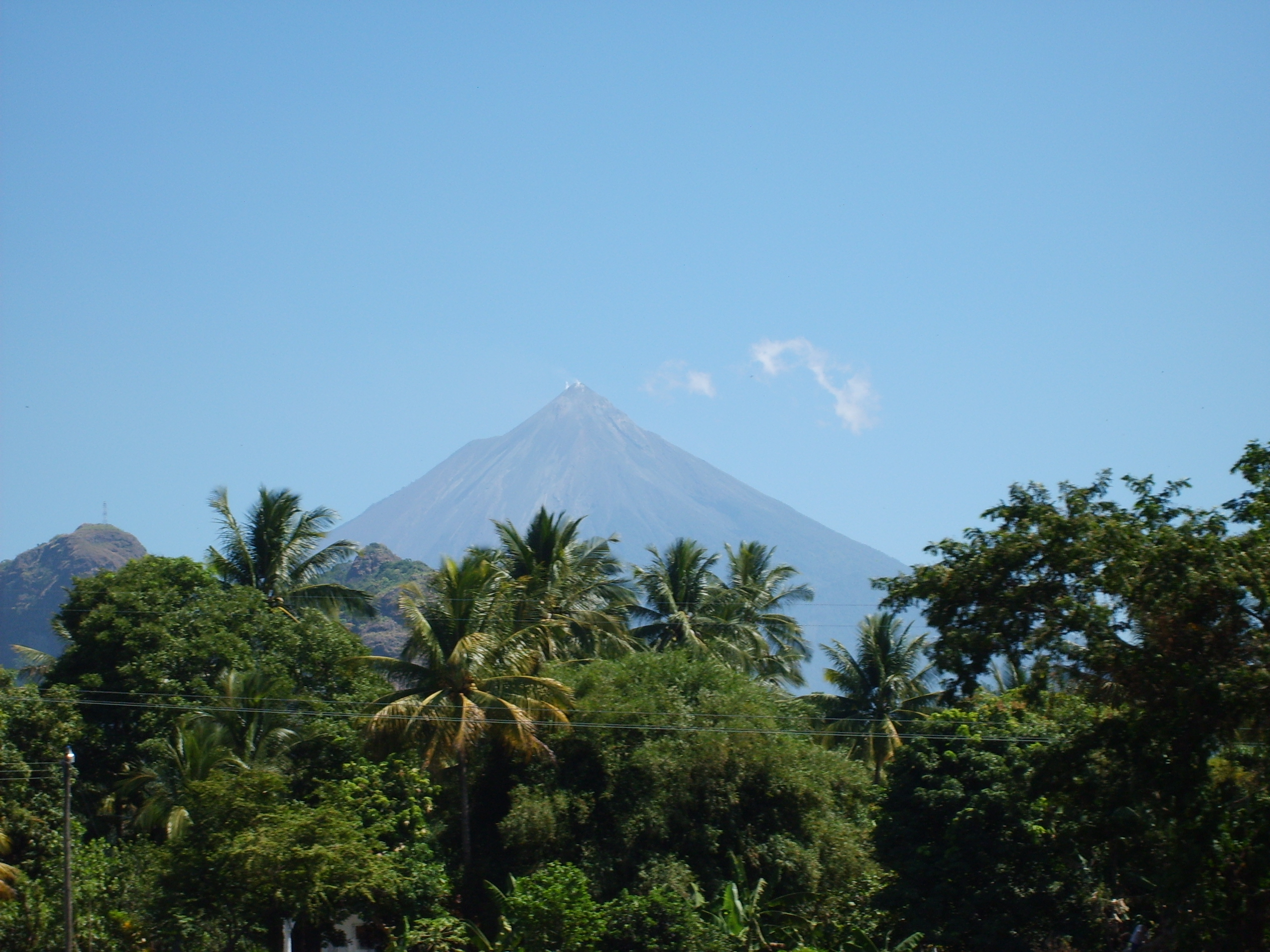
3D-beeld van de NASA.